# Ekonomia informacji (marketing internetowy)
Ekonomia informacji – zarządzanie informacją na wielu płaszczyznach tak, by w jak najkrótszym czasie trafiła do zainteresowanego nią użytkownika. Na ekonomię informacji składa się pozycjonowanie i badanie przyszłości wyszukiwarek, użyteczność stron internetowych, sieci semantyczne oraz architektura informacji oraz inne formy szeroko pojętego marketingu internetowego.